# Kevin Cooper
Kevin Cooper (Derby, 8 febbraio 1975) è un allenatore di calcio ed ex calciatore inglese, di ruolo centrocampista, tecnico dell'ATM.

## Carriera

### Allenatore
Dopo aver allenato per due stagioni l'Under-21 del Cardiff, nel giugno del 2014 ha firmato un contratto di tre anni, come allenatore e direttore sportivo, con il Servette. Il 20 luglio 2014 ha fatto il suo esordio in Challenge League con una vittoria casalinga per 2-1 contro il Bienna. Nonostante abbia guidato la squadra fino al secondo posto in campionato, il Servette è stato retrocesso per problemi finanziari. Il 2 novembre 2015 ha dato le dimissioni da allenatore del Servette con la squadra in testa al campionato di Promotion League. Il 4 novembre 2015 è diventato l'allenatore del Wil.